# Partito Comunista d'India (marxista-leninista) Liberazione
Il Partito Comunista d'India (Marxista-Leninista) Liberazione (abbreviato in PCI-ML-L) è un partito comunista indiano.

## Storia
Il PCI(ml) Liberazione si considera un diretto erede del Partito Comunista d'India (marxista-leninista). In questo Partito, nel 1972, a seguito della morte dello storico leader Charu Majumdar, si verificò un dibattito fra i sostenitori della linea di Vinod Mishra (che sostenevano la linea di Majumdar pur criticandone gli eccessi estremisti) e di Mahadev Mukherjee (avversario di Majumdar e sostenitore di Lin Biao). Infine, Mukherjee fondò un "Secondo Comitato Centrale" del PCI(ml), mentre il PCI(ml) originario rimase fedele con Vinod Mishra e si raggruppò intorno al periodico Liberation (da qui il nome che assunse successivamente).
Il primo Comitato Centrale del nuovo Partito si tenne nel 1973 e indicò come compiti prioritari: "a) preservare l'essenza della linea rivoluzionaria del compagno Charu Majumdar, b) unire il Partito su questa base, 3) unire i rivoluzionari dell'India".
Nel 1975, Vinod Mishra fu eletto segretario generale del Partito. Mishra sostenne la formazione di organizzazioni di massa vicine al PCI(ml) per praticare una linea di fronte unito (criticando la precedente asserzione che organizzazioni di questo genere erano "economiciste"), linea confermata nel congresso del 1979. Mishra mantenne il PCI(ml) vicino al Partito Comunista Cinese anche durante la leadership di Deng Xiaoping, criticando però i dirigenti successivi; in questo periodo, infatti, il PCI(ml) Liberazione si allontanò progressivamente dal maoismo "classico" (Mishra in particolare criticò certi aspetti della Rivoluzione Culturale e di Stalin), pur continuando a sostenerlo nello Statuto come propria linea ideologica al fianco del marxismo-leninismo.
Nel 1983 fu formato il Fronte Popolare Indiano, egemonizzato dal PCI(ml) Liberation, che prese parte alle elezioni. Nel 1989, il Fronte vinse un seggio nel Bihar, ma lo perse nel 1991. Nel 1994 il Fronte venne sciolto e il Partito partecipò alle elezioni con il suo nome.
Vinod Mishra morì nel 1998 e fu succeduto da Dipankar Bhattacharya, attuale segretario generale. Bhattacharya portò il Partito su posizioni più critiche verso la Cina, ma mantenne la versione del maoismo sostenuta da Mishra.

## Organizzazioni di massa
Attualmente, il PCI(ml) egemonizza le seguenti organizzazioni di massa:
- L'Associazione Giovanile Rivoluzionaria
- L'Associazione degli Studenti di tutta l'India
- L'Associazione del Lavoro Agricolo di tutta l'India
- Il Comitato di Coordinamento dei Contadini di tutta l'India
- Il Consiglio Centrale dei Sindacati di tutta l'India
- L'Associazione delle Donne Progressiste di tutta l'India.